# Lilium 'Sunny Morning'
Lilium 'Sunny Morning' — сорт лилий раздела Мартагон гибриды по классификации третьего издания Международного регистра лилий.

## Биологическое описание
Стебли тёмно-зелёные с тёмной маркировкой, около 85 см высотой. 
Листья 100×25 мм. 
Цветки около 8 см в диаметре, жёлтые с многочисленными тёмно-коричневыми пятнышками. Лепестки 40×15 мм, сильно отогнутые, края гладкие. Нектарники жёлто-зеленые, пыльца оранжево-жёлтая.

## В культуре
См.: статью Мартагон гибриды.